# Japan Top Inventions
『Japan Top Inventions』（ジャパン・トップ・インベンションズ）は、NHKワールドTVで放送されている教養番組である。
同番組は、日本で発明され、現在世界的に使用されている様々な工業製品や人気ヒット商品の製造・開発の舞台裏を、再現VTRや関係者に対するインタビューなどを通して検証するというものである。ナビゲーターはジェイソン・ダニエルソン（厚切りジェイソンの本名）
過去にはペットボトル入りの緑茶、ノートパソコン、サランラップ、工業用のロボット、鉄道の自動改札機、電波時計、写メール（携帯電話の写真機能）などが取り上げられた。

## 放送日時
各30分（日本標準時）
- 土曜日14:10、17:10
- 月曜日2:10（日曜深夜）、7:10
- 金曜日4:00（木曜深夜）

## 関連番組
- プロジェクトX 挑戦者たち